# Фактор-граф
Фа́ктор-граф {\displaystyle Q} графа {\displaystyle G} — граф, вершини якого є блоками розбиття вершин графа {\displaystyle G}, а блок {\displaystyle B} суміжний блоку {\displaystyle C}, якщо деяка вершина в {\displaystyle B} суміжна деякій вершині в {\displaystyle C}. Іншими словами, якщо {\displaystyle G} має набір ребер {\displaystyle E} і набір вершин {\displaystyle V} і {\displaystyle R} — відношення еквівалентності, породжене розбиттям, то фактор-граф має набір вершин {\displaystyle V/R} і набір ребер {\displaystyle \{([u]_{R},[v]_{R})\mid (u,v)\in E(G)\}}.
Формальніше, фактор-граф — це фактор-об'єкт у категорії графів. Категорія графів конкретизовна — відображення графа в його множину вершин робить його конкретною категорією, так що його об'єкти можна розглядати як «множини з додатковою структурою», а фактор-граф відповідає графу, породженому на фактор-множині {\displaystyle V/R} його множиною вершин {\displaystyle V}. Далі є гомоморфізм графів (фактор-відображення) з графа у фактор-граф, що переводить кожну вершину або ребро в клас еквівалентності, якому він належить. Інтуїтивно, це відповідає «склеюванню» (формально, «ототожненню») вершин і ребер графа.

## Приклади
Граф тривіально є фактор-графом самого себе (кожен блок розбиття є окремою вершиною), а граф, що складається з окремої точки, є фактор-графом будь-якого непорожнього графа (розбиття складається з блока, що містить усі вершини). Найпростіший нетривіальний фактор-граф виходить склеюванням двох вершин (ототожнення вершин), якщо ж дві вершини суміжні, це називається стягуванням ребра.

## Особливі типи фактор-графів

Орієнтований граф (синій та чорний кольори) та його конденсація (жовтий колір). Компоненти сильної зв'язності (підмножини синіх вершин усередині кожної жовтої вершини) утворюють блоки розбиття.

Ущільнення орієнтованого графа є фактор-графом, коли компоненти сильної зв'язності утворюють блоки розбиття. Цю побудову можна використати для отримання спрямованого ациклічного графа з будь-якого орієнтованого графа.
Результатом одного або більше стягувань ребер у неорієнтованому графі {\displaystyle G} є фактор-графом графа {\displaystyle G}, в якому блоки є компонентами зв'язності підграфа графа {\displaystyle G}, утворені стягуванням ребер. Однак блоки розбиття, що приводять до фактор-графа, не обов'язково утворюють зв'язні підграфи.
Якщо {\displaystyle G} є накривальним графом іншого графа {\displaystyle H}, то {\displaystyle H} є фактор-графом графа {\displaystyle G}. Блоки відповідного розбиття є оберненими образами вершин {\displaystyle H} при накривальному відображенні. Однак, накривальні відображення мають додаткові вимоги, які в загальному випадку не виконуються для фактор-графів, а саме, що відображення є локальним ізоморфізмом.
Нерідко, особливо під час роботи з періодичними графами, розглядають фактор-графи, вершини яких відповідають орбітам вершин початкового графа під впливом групи автоморфізмів графа (чи якоїсь її підгрупи).

## Обчислювальна складність
Якщо дано n-вершинний кубічний граф {\displaystyle G} і параметр k, визначення, чи можна граф {\displaystyle G} отримати як фактор-граф планарного графа з n + k вершинами, є NP-повною задачею.